# Милош Ж. Цветковић
Милош Цветковић (Београд, 6. јануар 1990) је српски фудбалер. Игра на позицији десног бека, а тренутно наступа за Чукарички.
Цветковић је у млађим категоријама наступао за Црвену звезду и Земун. Сениорску каријеру је почео у Земуну, а затим је био играч Рада, Палића, Хајдука из Куле, Напретка из Крушевца, Левског из Софије, лучанске Младости. У јуну 2022. потписао је за ТСЦ из Бачке Тополе. Провео је две сезоне у ТСЦ-у а поред домаћих такмичења са клубом је играо и у квалификацијама за Лигу шампиона и у групној фази Лиге Европе. У јуну 2024. потписао је за београдски Чукарички.

## Трофеји
Земун
- Српска лига Београд : 2008/09.[4]

Црвена звезда
- Суперлига Србије : 2015/16.[5]